# Маячківська волость
Маячківська волость — адміністративно-територіальна одиниця Дніпровського повіту Таврійської губернії.
Станом на 1886 рік складалася з 7 поселень, 5 сільських громад. Населення — 9508 осіб (4855 чоловічої статі та 4653 — жіночої), 1516 дворових господарств.
|                     | Площа, десятин | У тому числі орної, дес. |
| ------------------- | -------------- | ------------------------ |
| Сільських громад    | 31929          | 20050                    |
| Приватної власності | 25248          | 3125                     |
| Казенної власності  | 1780           | 554                      |
| Іншої власності     | 240            | 240                      |
| Загалом             | 59197          | 23969                    |

Найбільші поселення волості:
- Нова Маячка (Велика Маячка) — село за 50 верст від повітового міста, 6430 осіб, 1037 дворів, 2 православні церкви, єврейський молитовний будинок, 2 школи, поштова станція, 14 лавок, 2 ярмарки, базари. За 25 верст — столярна майстерня.
- Білоцерківка (Кураївка) — село, 542 особи, 90 дворів.
- Стара Маячка (Мала Маячка) — село, 2347 осіб, 361 двір, православна церква, школа.